# Arthur Andersen
Arthur Andersen LLP was een van de grootste accountantskantoren ter wereld met hoofdkantoor in Chicago. Als een van de "Big Five", leverde Arthur Andersen (naast KPMG, Deloitte & Touche, PricewaterhouseCoopers en Ernst & Young) accountantsdiensten aan 's werelds grootste ondernemingen. 
Het logo droeg de kenmerkende oranje bol. 
De firma Arthur Andersen werd in 1913 opgericht door Arthur Andersen en Clarence DeLany als Andersen, DeLany & Co. De firma veranderde haar naam in Arthur Andersen & Co. in 1918.
De onderneming had naast accountancy ook een grote consultancytak, genaamd Andersen Consulting. Zowel Arthur Andersen als Andersen Consulting bestonden uit lokale groeperingen en entiteiten, die allemaal een contractuele overeenkomst met Andersen Worldwide Société Coopérative (AWSC) hadden, een Zwitserse administratieve entiteit.
Gedurende de jaren 90 groeide de spanning tussen Andersen Consulting en Arthur Andersen. Andersen Consulting had problemen met het feit dat ze elk jaar 15% van de winst aan Arthur Andersen moesten betalen; dit was het gevolg van een voorwaarde verbonden aan de splitsing in 1989: de meest winstgevende tak- AA of AC - diende dat percentage te betalen aan de andere. Tegelijk beconcurreerde Arthur Andersen ook Andersen Consulting. Het dispuut bereikte zijn hoogtepunt in 1998. Andersen Consulting gaf de 15% van dat jaar in zekerheidstelling bij derden, en stuurde aan op het opbreken van het contract. Na een besluit van de Internationale Kamer van Koophandel, brak Andersen Consulting in augustus 2000 alle contractuele banden met AWSC en Arthur Andersen. Na deze beslissing betaalde Andersen Consulting het bedrag ($1,2 miljard) dat het de voorbije jaren in pand had gehouden uit aan Arthur Andersen. Andersen Consulting diende vervolgens van naam te wijzigen, wat uiteindelijk tot de naam Accenture leidde.
In 2002 kwam de firma in opspraak nadat het schuldig was bevonden aan criminele activiteiten, in het bijzonder het vernietigen van documenten, gerelateerd aan de accountantscontrole bij Enron. Als gevolg van de negatieve publiciteit en de aansprakelijkstelling voor de fraude bij Enron, implodeerde het bedrijf: van de 28.000 mensen die Arthur Andersen op het hoogtepunt (in 2002) wereldwijd in dienst had, waren er in 2005 nog ongeveer 200 over.
In 2014 veranderde Wealth Tax and Advisory Services (WTAS), een taks- en adviesbureau dat door verschillende voormalige Andersen-partners werd opgericht, zijn naam in Andersen Tax nadat het de rechten op de naam Andersen had verworven. Het bedrijf herdoopte zijn internationale tak, WTAS Global, tot Andersen Global.Vanaf 2018 nam Andersen Global de voormalige URL van het accountantskantoor Andersen over.
Zowel Andersen Nederland als Andersen België werden na de crisis overgenomen door de respectievelijke filialen van Deloitte in België en Nederland. 